# Transalpinska Gallien

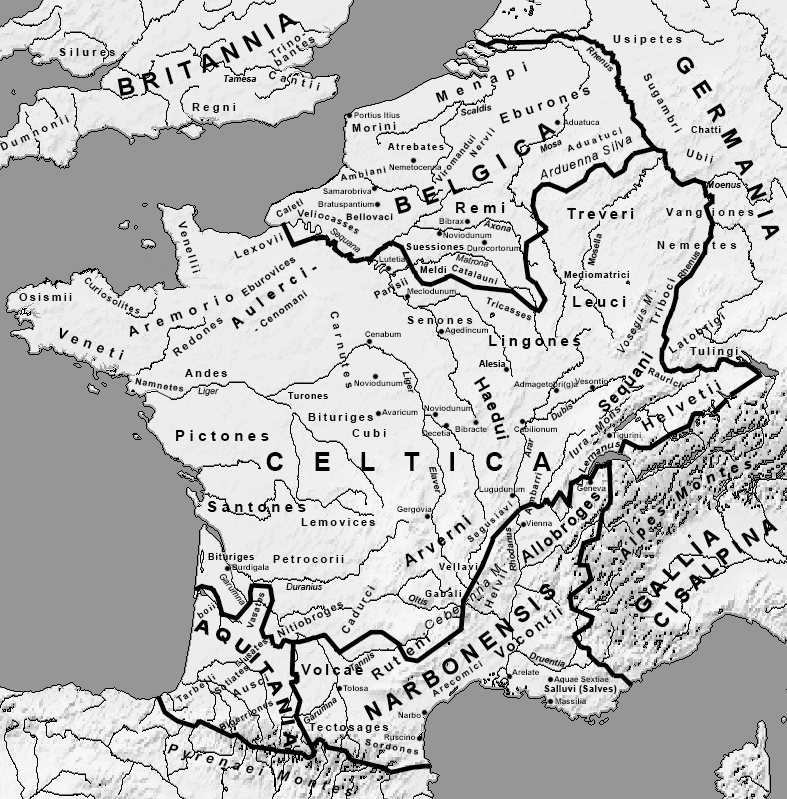
Den romerska provinsen Gallia Narbonensis omkring 58 f.Kr.

Det romerska riket omkring 120 e.Kr, med provinsen Gallia Narbonensis utmärkt.

Transalpinska Gallien (latin: Gallia Transalpina) eller Gallia Narbonensis var från år 121 f.Kr. en romersk provins som låg i nuvarande Provence,  Languedoc, Roussillon, Foix samt delar av Savojen och Dauphiné i södra Frankrike.  Namnet Gallia Transalpina betyder "Gallien på andra sidan Alperna" och valdes för att kontrastera mot Gallia Cisalpina, "Gallien på hitsidan av Alperna". Namnet användes av romarna för att beskriva det område nordväst om Italien som beboddes av galler. Tillsammans utgjorde dessa provinser Gallien. 
I provinsen låg städer som Tolosa (Toulouse), Narbo Martius (Narbonne), Carcaso (Carcassonne), Baeterrae (Béziers), Nemausus (Nîmes), Arlate (Arles), Aquae Sextiae (Aix-en-Provence), Massilia (Marseille), Nicaea (Nice), Forum Iulli (Fréjus), Antipolis (Antibes), Avennio (Avignon), Arausio (Orange), Valentia (Valence), Vienna (Vienne), Geneva (Genève) och Cularo (Grenoble). Många av dem anlades som kolonier (colonia) för veteraner från legionerna.

## Historia
Romersk närvaro i området sträcker sig tillbaka till åtminstone 200-talet f.Kr. då romarna sökte allianser med lokala stammar mot Karthago (Andra puniska kriget). Området kom i viss utsträckning att bli en av krigets krigsskådeplatser.. Under 120-talet f.Kr. lede en rad romerska konsuler fälttåg mot ett antal galliska stammar i området. Romersk närvaro kom under denna tid att bli permanent genom grundandet av garnisoner och kolonier såsom Aquae Sextiae och Narbo Martius och inte minst genom anläggandet av Via Domitia. Inte långt efter att den romerska närvaron börjat bli permanent gjorde cimbrierna intrång på romerskt territorium och det Cimbriska kriget följde. Under kriget blev provinsen återigen krigsskådeplats, där slagen vid Aquae Sextiae och Arusio utkämpades.
Tidpunkten för etablerandet av den romerska provinsen, då kallad Gallia Transalpina, har diskuterats i forskningen. Åren 121 eller 120 f.Kr. har vanligen ansetts vara tidpunkten för grundandet, men det är inte förrän på 90-talet f.Kr. som någon ståthållare för provinsen med säkerhet kunnat identifieras.
Kontrollen över området gav romarna flera fördelar, bland annat kontroll över landvägen mellan Apenninska halvön och Iberiska halvön och den rika handeln på Rhônedalen, varigenom handel bedrevs mellan Gallien och handelscentret Massalia (Marseille). Området tjänade också som buffert mellan romarna och de galliska stammarna.
Under de följande årtiondena fortsatte den romerska närvaron i provinsen att stärkas genom ytterligare immigration från den Apenninska halvön. Dessutom förlänades många ur lokalbefolkningen romerskt medborgarskap i utbyte mot tjänstgöring i armén.
Under Caesars fälttåg i mellersta och norra Gallien var provinsen lojal mot Rom och inga revolter eller försök att hjälpa övriga galliska stammar förekom. Tvärtom gjorde de galliska stammar som bodde i provinsen motstånd när Vercingetorix skickade sina trupper mot provinsen.
Under inbördeskriget mellan Caesar och Pompejus var provinsen delad i sin lojalitet. Lucius Domitius, som var en av Pompejus lojalister, var under inbördeskriget ståthållare i provinsen. Efter att han besegrats av Ceasar i slaget vid Corfinium, benådades och frisläpptes han, men han återvände till Massalia och tog befälet över staden för Pompejus räkning. Caesar ockuperade som svar större delen av Massalias territorium. Det dröjde dock innan Massalia föll för belägringen och hamnade under Caesars kontroll. Som straff för att ha tagit Pompejus parti minskades Massilias territorium och användes till att grunda nya kolonier för veteraner eller delades ut till omkringliggande kolonier och städer. Provinsen styrdes härefter av Marcus Antonius och sedermera Octavianus (sedermera kallad Augustus) genom diverse agenter. Under denna tid skedde ytterligare kolonisering av provinsen när veteraner från den romerska hären slog sig ned i provinsen.
År 27 f.Kr. gav den romerska senaten Octavianus ståthållarmakt (imperium proconsulare maius) över alla romerska provinser, inklusive Gallia Narbonensis. År 22 f.Kr. överlämnade Octavianus provinsen till senaten som därefter utsåg provinsens ståthållare. Augustus besökte provinsen ett antal gånger under sin regeringstid; år 34 f.Kr., 27 f.Kr. och 16-13 f.Kr. och 10 f.Kr.. Det antas att Augustus döpte om provinsen från Gallia Transalpina till Gallia Narbonensis i samband med sin vistelse år 27 f.Kr. då han också genomförde en folkräkning och gjorde administrativa förändringar i de tre nordliga galliska provinserna. Augustus adoptivson Lucius Caesar dog i provinsen år 2 e.Kr.. 
Provinsen bytte senare namn till Gallia Narbonensis, efter provinshuvudstaden Narbo Martius (Narbonne), som grundats vid kusten 118 f.Kr. Romarna kallade även området Provincia Nostra ("vår provins") eller bara Provincia ("provinsen"), eftersom det var den första större permanenta erövringen utanför Apenninska halvön. Detta namn har överlevt som Provence, numera en av Frankrikes regioner.
Gallia Narbonensis blomstrade under den tidiga kejsartiden (Principatet). Ett tecken på hur välintegrerad provinsen var i det romerska imperiet var att den ofta kallades just ”provinsen” eller ”vår provins” utan ytterligare förtydliganden. Plinius beskrev provinsen som en del av Italien snarare än en provins. Adelsmän från provinsen hade redan under det första århundrandet f.Kr. börjat tas upp som senatorer i senaten i Rom, något som fortsatte under principatet. Senatorer särkilt värda att notera är Decimus Valerius Asiaticus (konsul 35 e.Kr), Gnaeus Domitius Afer (konsul 39 e.Kr), Titus Aurelius Fluvus (konsul 85 e.Kr. och farfar till kejsaren Antonius Pius), Marcus Antonius Primus och Gnaeus Julius Agricola. Det har föreslagits att historikern Tacitus också härstammade från Gallia Narbonensis, men det är osäkert. Arkeologiska lämningar visar att många av städerna i provinsen lät uppföra teatrar, amfiteatrar, hippodromer, mångtaliga akvedukter och badanläggningar.  Provinsen var också känd för sin bildning. Från provinsen kom framstående retoriker och filosofer (t.ex. Favorinus från Arlate) samt historiker (Pompejus Trogus). 
Diocletianus delade upp provinsen i mindre delar för att underlätta dess administration. Under 300-talet e.Kr. var kristendomen väletablerad i provinsen och här hölls ett antal kyrkomöten. Konstantin den store gynnade staden Arlate (Arles) och förlade både myntverk och skattkammare till staden, som blev södra Galliens viktigaste stad. Under 390-talet e.Kr. blev Arlate militär och administrativ huvudstad i Gallien. Det är troligt att provinsen åtminstone delvis plundrades av Vandalerna i början av 400-talet e.Kr.. Under det fjärde århundrande var provinsen skådeplats för maktkampen mellan olika kejsare, mot-kejsare och militära ledare. Samtidigt slog sig olika germanska och keltiska folkstammar ned i provinsen. I mitten av 410-talet e.Kr. förlänades goterna delar av provinsen att slå sig ned i. Under 470-talet e.Kr. hamnade området under burgundernas kontroll.

## Ekonomi
Vinproduktion förefaller ha varit en viktig verksamhet för provinsens ekonomi och handel. Vin exporterades till andra delar av det romerska imperiet, särskilt från mitten av första århundrandet e.Kr. då vinproduktionen expanderades och intensifierades. Större delen av vinproduktionen i provinsen skedde på små eller medelstora gårdar. Andra varor som producerades i provinsen var säd, timmer och lergods, och metaller som bly, järn, koppar och silver utvanns. Viss produktion av olivolja skedde också, dock tillgodosågs provinsens efterfrågan på olivolja i huvudsak genom import från främst Hispania Baetica. De många och välutbyggda hamnarna i provinsen blev viktiga nav för handelsskepp från Iberiska halvön till Apenninska halvön och vice versa, liksom en viktig länk till och från norra Gallien och Britannien.

## Lista över ståthållare
Listan är inte fullständig.
- Gaius Coelius Caldus – ca 90 f.Kr.[26]
- Gaius Valerius Flaccus – ca 90 f.Kr. (möjlig)[26]
- Marcus Fonteius – ca 74-72 f.Kr.[27]
- Gaius Calpurnius Piso – ca 67 f.Kr. (också ståthållare över Gallia Cisalpina)[28]
- Lucius Licinius Murena – 64 f.Kr.[29]
- Gaius Promptinus – 62-59 f.Kr.[29]
- Quintus Caecilius Metellus Celer – 58 f.Kr. (dog innan han kunde uppta ståthållarskapet)[30]
- Gaius Julius Caesar – 58 f.Kr.[30]
- Lucius Domitius (Ahenobarbus) – ca 49 f.Kr.[31]
- Aulus Hirtius – 45 f.Kr.[32]
- Marcus Aemilius Lepidus – 44 f.Kr.[33]
- Marcus Antonius – 43 f.Kr.[34]
- Gaius Octavius – 40 f.Kr.[34]
- Marcus Vipsanius Agrippa – 39 f.Kr. (som prokonsul över hela Gallien)[35]
- Gnaeus Pullius Pollio – 18-16 f.Kr.[36]
- Titedius Labeo – ca 12-15 e.Kr.[36]

Följande lista är hämtad från Rivet, sid. 87. Alla årtal avser e.Kr.. 
- Manius Vibius Balbinus — 15–17
- Torquatus Novellus Atticus — 30–34
- Titus Mussidius Pollianus — 34–37
- Titus Vinius — under Neros regeringstid
- L. V[...]dius Bassus — ca 77
- Gaius Iulius Cornutus Tertullus — innan 78
- Aulus Larcius Priscus — 103–109
- Marcus Acilius Priscus Egrilius Plarianus — 118–120
- Lucius Aninius Sextius Florentinus — ca 124
- Lucius Aurelius Gallus — 124–127
- Lucius Novius Crispinus Martialis Saturninus — 144–145
- Gaius Seius Calpurnius Quadratus Sittianus — innan 150
- Lucius Cestius Gallus — någon period mellan 165 och 183
- Gnaeus Cornelius Aquilius Niger — någon period mellan 138 och 192
- Lucius Fabius Cilo Septiminus Catinius Acilianus Lepidus Fulcinianus — någon period mellan 180 och 192
- ...]dius T.f.— någon period under 100-talet
- Lucius Ranius Optatus Novatus — någon period mellan 197 och 214
- Okänd, avrättad för att ha varit lojal mot Geta — ca 210
- ...]us — någon period mellan 210 och 230
- Tiberius Claudius Paulinus — 216–217
- Gaius Aemilius Berenicianus Maximus — någon period mellan 222 och 235
- Iulianus — någon period mellan 222 och 235